# Mammoth Pool (přehrada)
Mammoth Pool (v překl. Mamutí tůň) je přehrada na řece San Joaquin v jižní části pohoří Sierra Nevada v Kalifornii ve Spojených státech. Nachází se asi 72 km severovýchodně od města Fresno. Vytváří stejnojmennou vodní nádrž, která leží uvnitř parku Sierra National Forest. Přehrada i nádrž nesou svoje jméno podle přírodní tůně, která se dříve nacházela na místě dnešní nádrže. 

## Historie
V roce 1900 založil inženýr John S. Eastwood a další bohatí investoři společnost Mammoth Power Company, která si kladla za cíl využít horní tok řeky San Joaquin k výrobě elektřiny. Jako vhodné místo pro výstavbu přehrady se zdálo právě Mammoth Pool, kde řeka protéká úzkou mezerou mezi dvěma masivními žulovými bloky. Prvním návrhem společnosti bylo vytvořit průtočnou přehradu, kde by byla voda hnána tunelem dlouhým 32 km a poháněla by elektrárnu o výkonu 120 000 koňských sil. Nicméně kvůli obrovskému rozsahu projektu o něj investoři přestali mít zájem. V roce 1901 bylo od návrhu upuštěno. 
V polovině 50. let se zájem o výstavbu vodních elektráren na San Joaquin obnovil a byly dokončeny plány na výstavbu Mammoth Pool a dalších přidružených elektráren. Stavba hlavní hráze započala v říjnu 1958 poté, co byla řeka San Joquin odkloněna pomocí 660 m dlouhého tunelu. Práce postupovaly velmi rychle, ačkoli inženýři měli problémy s exfoliací žulových desek, která byla pravděpodobně způsobena vrtáním a odstřely ve strmých stěnách rokle. Přehrada byla dokončena již následujícího roku 1959. 

## Účel
Přehrada slouží primárně jako vodní elektrárna. Je důležitou součástí projektů Southern California Edison's a Big Creek Hydroelectric Project, které zahrnují soustavu 25 přehrad, 9 elektráren a podpůrné tunely a kanály v povodí horního San Joaquinu. Voda z nádrže je vedena 11,9 km dlouhým betonovým potrubím do elektrárny Mammoth pool, která má výkon 190 MW. V souvislosti se snižujícím se průtokem řeky a kolísáním hladiny vody je v současnosti nejvyšší dosažitelný výkon 187 MW. 110 m vysoká vzdouvací komora určená k ochraně turbín v případě náhlých přívalů vody se nachází těsně nad elektrárnou. 

## Ekologický dopad
Přehrada způsobila zatopení migrační cesty hojně využívané jelenci ušatými, kteří jsou teď nuceni v období jarní a podzimní migrace nádrž přeplavat. Aby se předcházelo vyrušování jelenů při migraci, je okolí nádrže v období mezi 15. květnem a 15. červnem uzavřeno veřejnosti.
Během pozdního léta a podzimu je prakticky veškerá voda z řeky San Joaquin odkloněna do potrubí Mammoth pool, v důsledku čehož v podstatě vysychá téměř 14 km řečiště. To vedlo k prudkému poklesu rybích populací v úseku mezi přehradou Mammoth pool a přehradou č. 6, kde se nachází výpusť z elektrárny Mammoth pool. 